# هيرمان سينكوسكي
هيرمان روبرت جوزيف سينكوسكي (بالألمانية: Hermann Senkowsky)‏ (31 يوليو 1897 في شيبس - 5 أبريل 1965 في إنسبروك ) كان ضابط جمارك نمساوي وإس إس-فوهرر. كما شغل منصب الرئيس المالي للشؤون العامة للحكومة، وهو ما يرتبط بوزير مالية بولندا المحتلة في الحرب العالمية الثانية. وهو معروف أيضًا في النمسا بتعليماته الجمركية لعام 1928 للنمسا، والتي لا تزال مستخدمة حتى الآن في نسخة معدلة.

## حياته
ذهب سينكوفسكي إلى المدرسة في سانت بولتن، حيث أنهى دراسته الثانوية في عام 1915. ثم انضم إلى القوات المسلحة للنمسا والمجر كمتطوع في كوك Feldkanonen-Regiment 5، Brünn . تم نقله إلى الجبهة في فولينيا. وصل إلى رتبة ملازم أول وكان قائد بطارية مدفعية في نهاية الحرب العالمية الأولى.
من عام 1919 إلى عام 1922 درس الفقه في إنسبروك وفيينا. خلال هذا الوقت انضم إلى حزب الشعب الألماني الكبير. بعد حصوله على الدكتوراه في عام 1922، أصبح موظفًا حكوميًا في الإدارة المالية وفي عام 1928 نشر Zollwachvorschrift، تعليمات الجمارك للنمسا، والتي لا تزال مستخدمة حتى الآن في نسخة معدلة. في يناير 1930 تمت ترقيته إلى Ministerialsekretär.
في مايو 1936 أصبح مواطنًا ألمانيًا وعمل في وزارة المالية تحت إس إس-جروبنفهر Wilhelm Keppler.  بعد آنشلوس كان الرئيس المالي (الجمارك) في النمسا العليا، الرئيس المالي في لينز وفيينا.
بعد احتلال بولندا، تم نقله إلى الحكومة العامة، حيث كان الرئيس المالي ومدير الاحتكارات، حتى أصبح إس إس-أوبرفورر والرئيس المالي للشؤون المالية في يناير 1942، والذي يرتبط بوزير مالية بولندا المحتلة.
بعد نهاية الحرب العالمية الثانية، اعتقلت قوات التحالف سينكوفسكي. أُطلق سراحه عام 1947، لأن بولندا لم تطلب تسليمه كمجرم حرب. بعد ذلك عاش وعمل في إنسبروك حيث كان مسؤولاً عن منطقة التجارة الخارجية التيرولية.

## الجوائز والأوسمة
| درجات Senkowsky SS- | درجات Senkowsky SS-      |
| مسند                | رن                       |
| ------------------- | ------------------------ |
| يناير 1940          | إس إس-قائد وحدة الاعتداء |
| نوفمبر 1940         | إس إس-أوبرستورمبانفورر   |
| أبريل 1941          | إس إس-شتاندارتن فوهرر    |
| نوفمبر 1944         | إس إس-أوبرفورر           |

- وسام الشجاعة (النمسا-المجر)
- وسام الاستحقاق العسكري (النمسا - المجر)
- كارل تروس كروس
- SS Zivilabzeichen (# 169.582)
- تكريم شيفرون للحرس القديم
- صليب الحرب الاستحقاق الأول والثاني. صف دراسي
- وسام الصليب في الحرب العالمية
- ميدالية سوديتنلاند مع بار قلعة براغ
- النظام البلغاري للجدارة المدنية ، قائد الفارس

## كتب
- Die Dienstpragmatik: Gesetz vom 25.1. 1914 ، رغل. رقم 15 ، unter Berücksichtigung der bis 1.12. 1928 eingetretenen Veränderungen mit den Durchführungsvorschriften Herausgeber Hermann Senkowsky، Verlag Manz، 1929
- Die österreichische Zollwachvorschrift samt den einschlägigen Gesetzen، Verordnungen und Erlässen ، الكاتب Hermann Senkowsky، Verlag Manz، 1928

## الأدب
- Höchste Nazi-Beamte im General-Gouvernement in Polen in den Kriegsjahren 1939-45 ، von Towiah Friedman، Verlag Institute of Documentation in Israel، 2002. [2]
- إرنست كلي : Das Personenlexikon zum Dritten Reich . فيشر ، فرانكفورت أم ماين 2007. (ردمك 978-3-596-16048-8) . (Aktualisierte 2. أوفلاج)
- Werner Präg / Wolfgang Jacobmeyer (Hrsg. ): Das Diensttagebuch des deutschen Generalgouverneurs in Polen 1939–1945 . Veröffentlichungen des Instituts für Zeitgeschichte ، Quellen und Darstellungen zur Zeitgeschichte Band 20، Stuttgart 1975، (ردمك 3-421-01700-X) .